# Oxtjärnen (Älgå socken, Värmland)
Oxtjärnen är en sjö i Arvika kommun i Värmland och ingår i Göta älvs huvudavrinningsområde. Sjöns area är 0,0065 kvadratkilometer och den befinner sig 224 meter över havet.